# Claudia van Veen
Claudia van Veen geb. Brand (* 15. Mai 1976 in Hannover, Niedersachsen) ist eine deutsche Schauspielerin, Sängerin und Moderatorin.

## Leben
Claudia van Veen stammt aus einer künstlerischen Familie. Ihr Vater ist Regisseur, die Mutter Kulturmanagerin. Nach dem Abitur in Garbsen studierte sie ab 1995 Humanmedizin an der Medizinischen Hochschule Hannover. Nach sechs Semestern brach sie das Medizinstudium ab und begann 1998 ein Gesangsstudium an der Hochschule für Musik und Theater Hannover bei Carl-Heinz Mueller. Nach einem Intensiv-Workshop bei Yamil Borges wechselte sie ins Musicalfach an die Stage School of Music, Dance and Drama Hamburg.
Von 2001 bis 2003 trat sie am Musicaltheater Füssen in dem Musical Ludwig II. als Cosima von Bülow und als Ensemble-Swing auf. 2003/2004 sang und spielte sie am Cocomico-Musicaltheater in Köln die Rolle der frechen, aufrührerischen Punk-Hexe Schubia in dem Kindermusical Bibi Blocksberg.
2004 verkörperte sie bei den Chiemgauer Burgsommerspielen die Rolle der Mary Warren in dem Theaterstück Hexenjagd; mit dieser Rolle trat sie 2005 auf bei den Salzachfestspielen Laufen auf. Im Juli/August 2005 übernahm sie in Salzburg die Rolle der Buhlschaft in einer Inszenierung des Jedermann bei den Burgspielen Hohensalzburg.
2006 gastierte sie mit der Rolle der Janet Weiss in dem Musical The Rocky Horror Show an der Oper Dortmund und an der Musikalischen Komödie Leipzig.
Im August 2009 gehörte sie am Hermannsdenkmal in Detmold (als Bauernbraut) zur Besetzung der dortigen Uraufführung des Musicals Op een dag in September – Ein Tag im September von und mit Herman van Veen.
Im Juli/August 2011 übernahm sie an der Städtischen Bühne Lahnstein bei den Burgspielen Lahneck die Rolle der Tracy Lord in dem Musical High Society. Sie sang darin auch das Lied True Love.
2012 spielte sie auf der neuen großen Bühne der Lahnsteiner Burgspiele die Rolle der Eliza Doolittle in My fair Lady sowie neben Tanja Schumann in der Tournee Nie wieder arbeiten der Theatergastspiele Kempf in Kooperation mit der Komödie Düsseldorf die Rolle der Nicole. Ende 2012 spielte sie in der Komödie Düsseldorf in dem Stück Diskretion Ehrensache mit Kalle Pohl die Journalistin Anabel Ascher. Weitere Engagements hatte sie am Contra-Kreis-Theater in Bonn, an der Landesbühne Rheinland-Pfalz in Neuwied, an der Komödie am Altstadtmarkt in Braunschweig sowie in Bremen und Kassel. Sie spielte in dem Tournee-Stück Oskar Schindlers Liste unter der Regie von Lajos Wenzel und in bisher fünf unterschiedlichen Produktionen von Best of Loriot.
Als Tänzerin war sie unter anderem im Spielfilm Dörte’s Dancing und bei Schmitz komm raus zu sehen. Sie spielte außerdem kleinere Episodenrollen in den Fernsehserien SK Kölsch und Die Sitte.
Seit 2008 arbeitet sie zudem als Sprecherin und Moderatorin, unter anderem für den NDR, TVN, Siemens, Vodafone, Panasonic, VW und verschiedene Bundesministerien/-institute. Claudia van Veen doziert außerdem regelmäßig im Bereich Gesang, Sprecherziehung und Tanz.
Seit August 2011 ist sie mit Merlijn van Veen verheiratet, dem jüngsten Sohn von Herman van Veen. Sie haben eine gemeinsame Tochter, die im Juni 2013 geboren wurde.

## Weitere Engagements
- Best of Musical: Tournee 2006 + 2007 Stage Entertainment im Gesangsensemble
- Dance Fever[23] (Tanz-Musical, Hauptrolle als Maria): Tournee 2006/2007